# Tramway de Kumamoto
Le tramway de Kumamoto est le réseau de tramways de la ville de Kumamoto, au Japon. Il comporte deux lignes et est exploité par le Bureau des Transports de la ville de Kumamoto.

## Historique
Le tramway de Kumamoto a été ouvert en 1924 et s'est progressivement agrandi au cours des années 1930. Il atteint son apogée au milieu des années 1950.

## Caractéristiques

### Réseau
|  |

Le réseau se compose de 5 tronçons qui sont exploités en 2 lignes commerciales:
- Ligne principale (幹線) : Kumamoto-Ekimae - Suidōchō
- Ligne Suizenji (水前寺線) : Suidōchō - Suizenji-Kōen
- Ligne Kengun (健軍線) : Suizenji-Kōen - Kengunmachi
- Ligne Kami-Kumamoto (上熊本線) : Karashimachō - Kami-Kumamoto-Ekimae
- Ligne Tasaki (田崎線) : Kumamoto-Ekimae - Tasakibashi

### Lignes commerciales
| Ligne | Nom japonais | Trajet                                                                                |
| ----- | ------------ | ------------------------------------------------------------------------------------- |
| A     | A系統        | Tasakibashi - Kumamoto-Ekimae - Karashimachō - Suidōchō - Suizenji-Kōen - Kengunmachi |
| B     | B系統        | Kami-Kumamoto-Ekimae - Karashimachō - Suidōchō - Suizenji-Kōen - Kengunmachi          |

## Matériel roulant

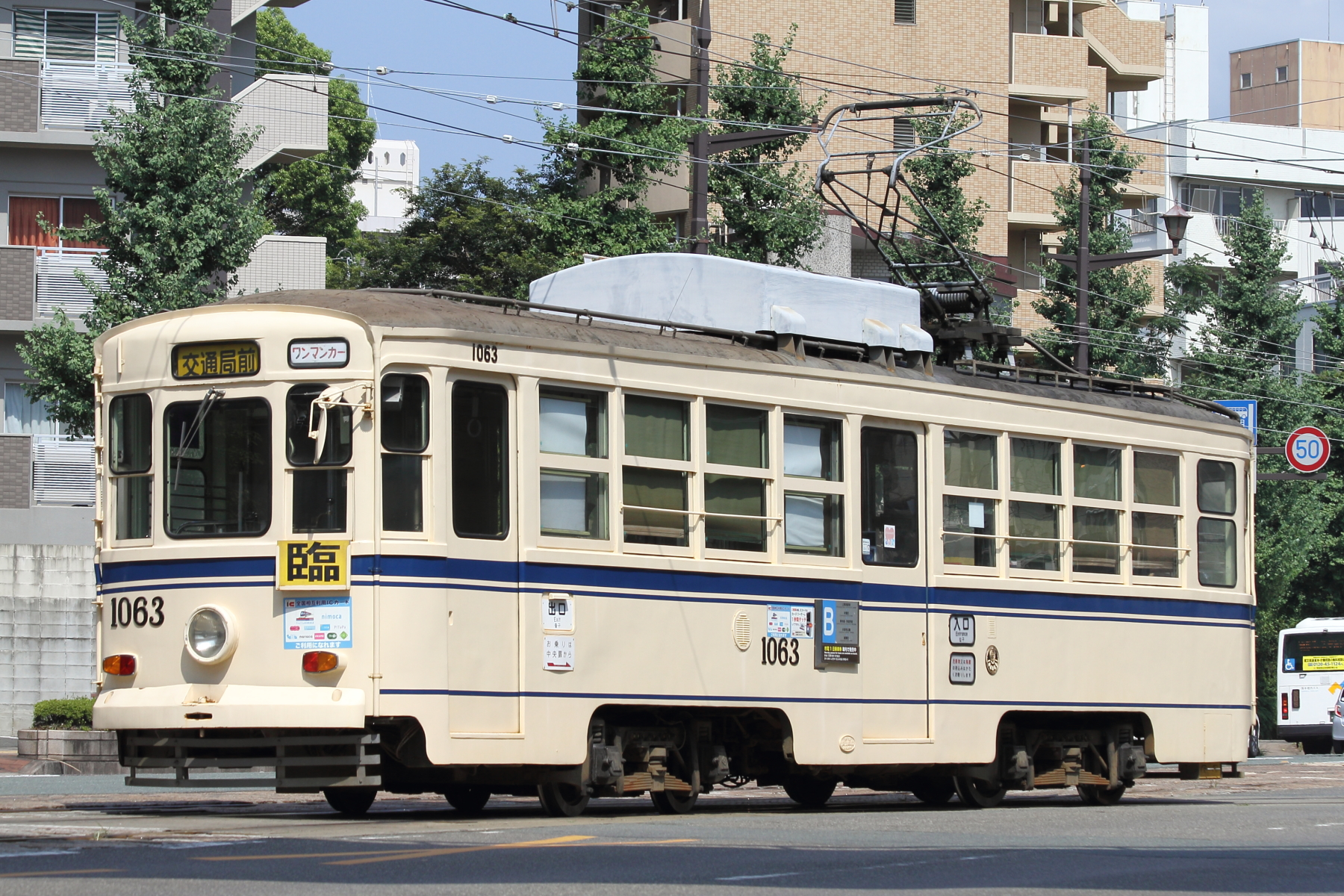
série 1060
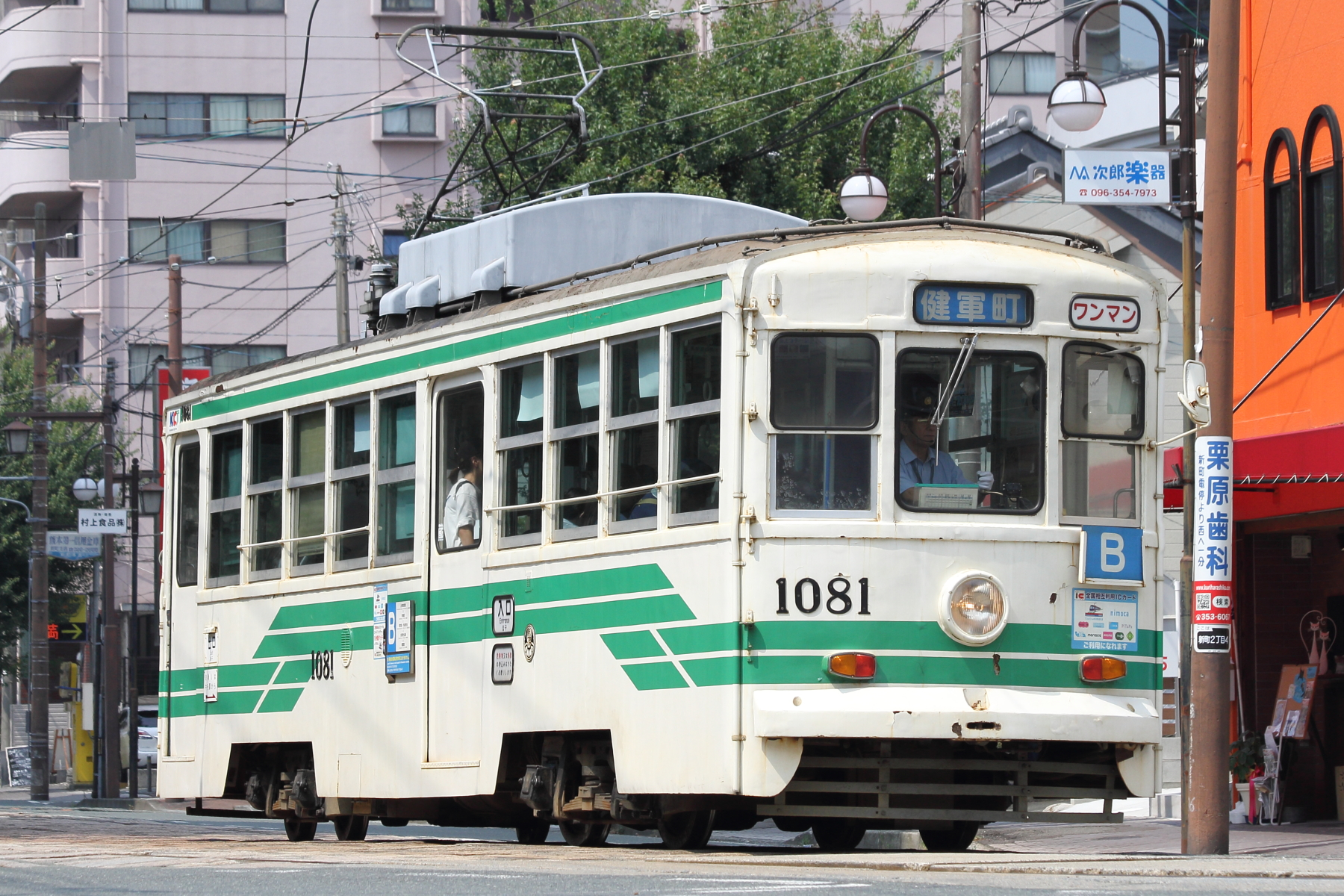
série 1080
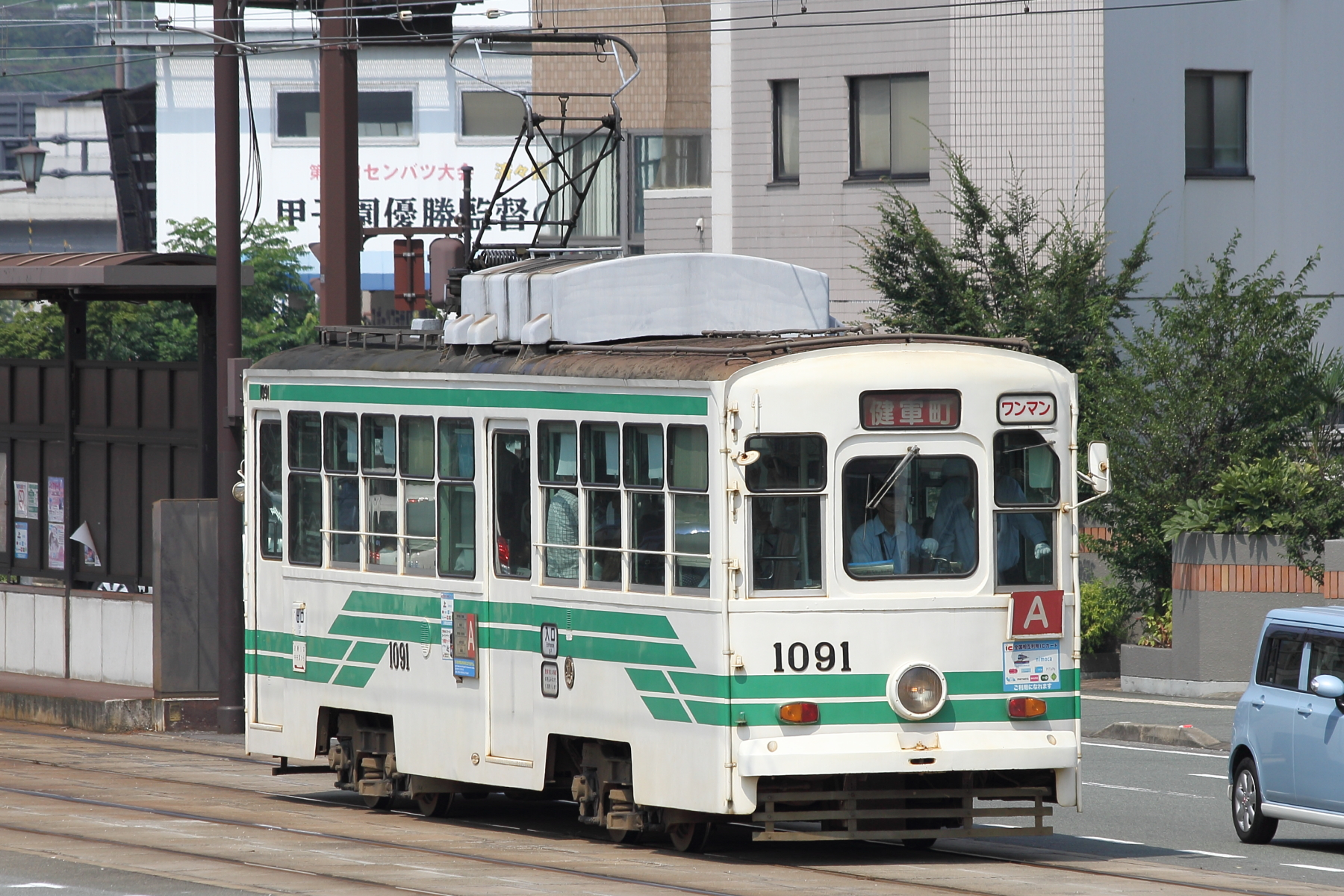
série 1090
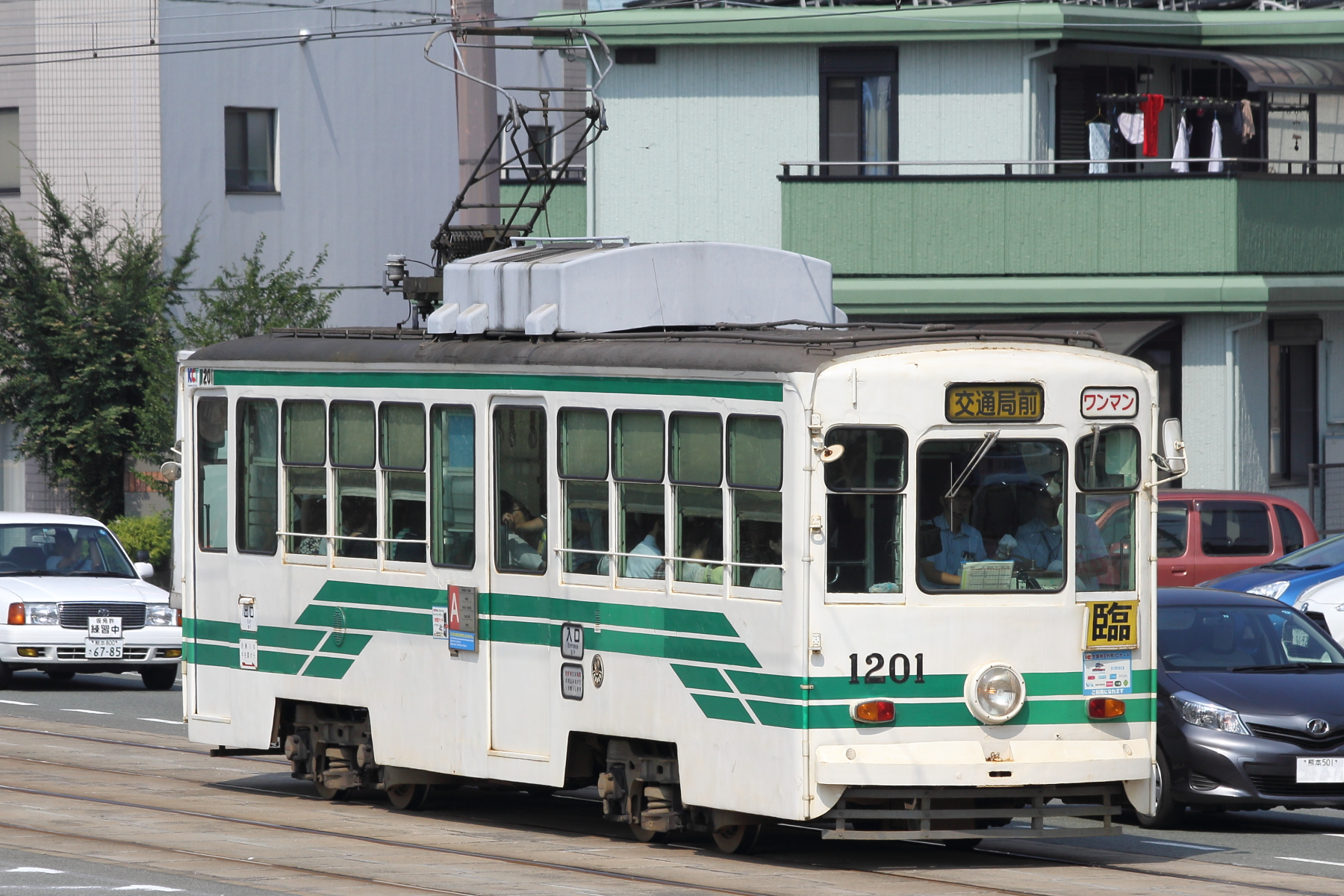
série 1200
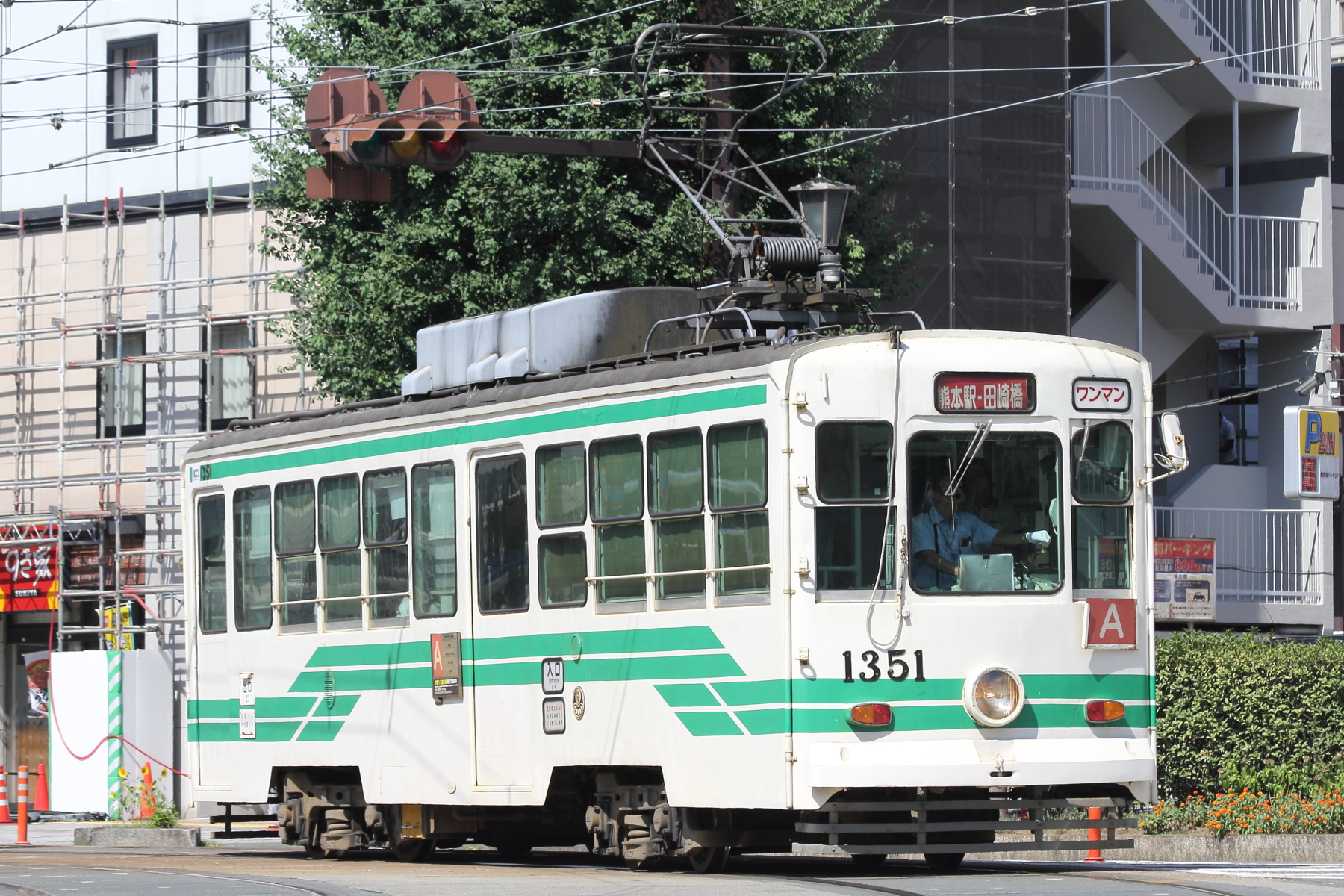
série 1350
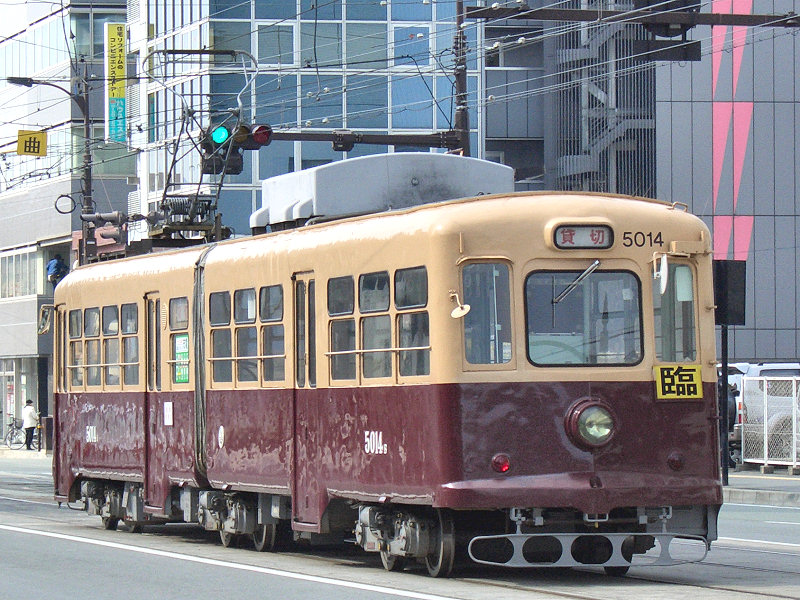
série 5000
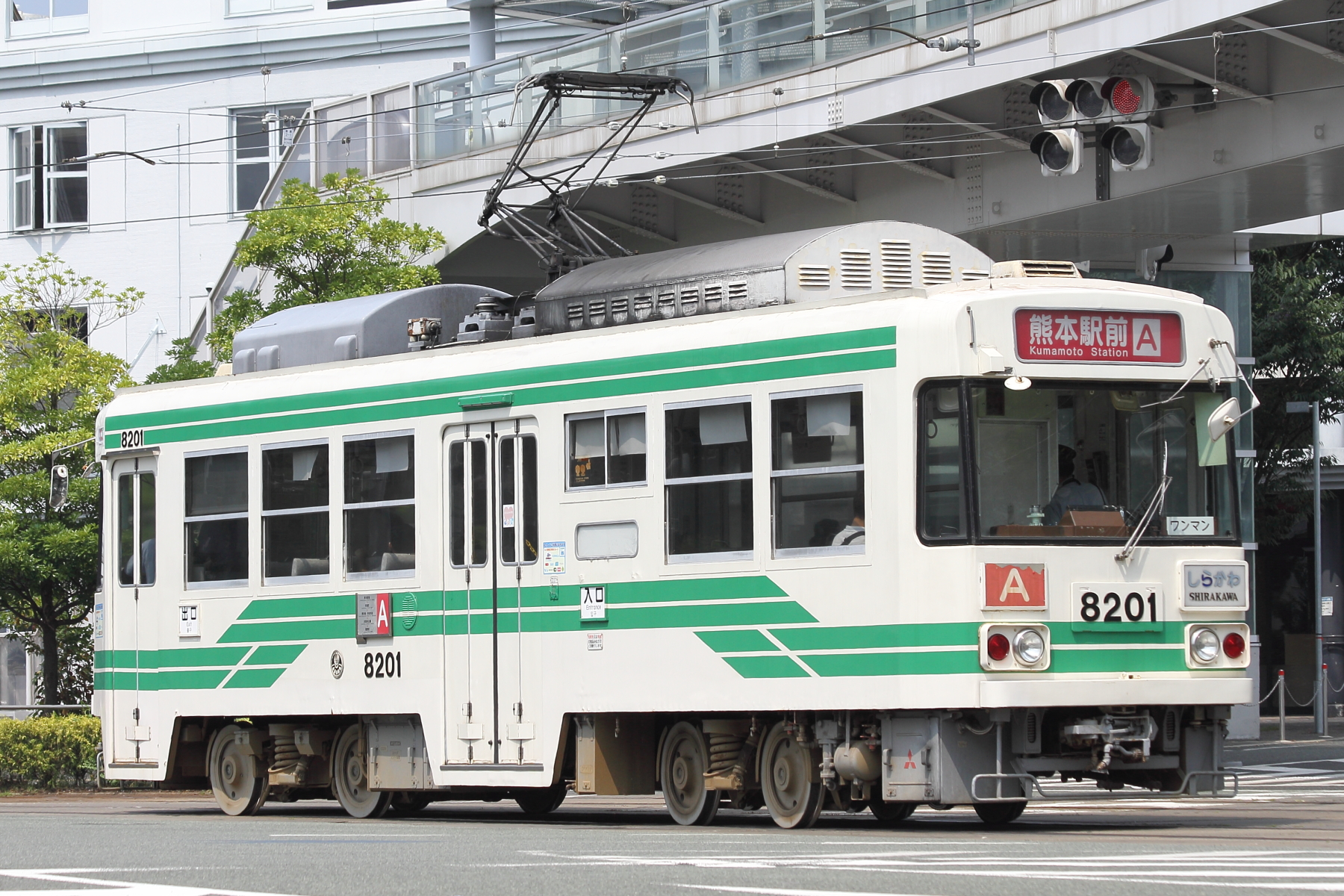
série 8200
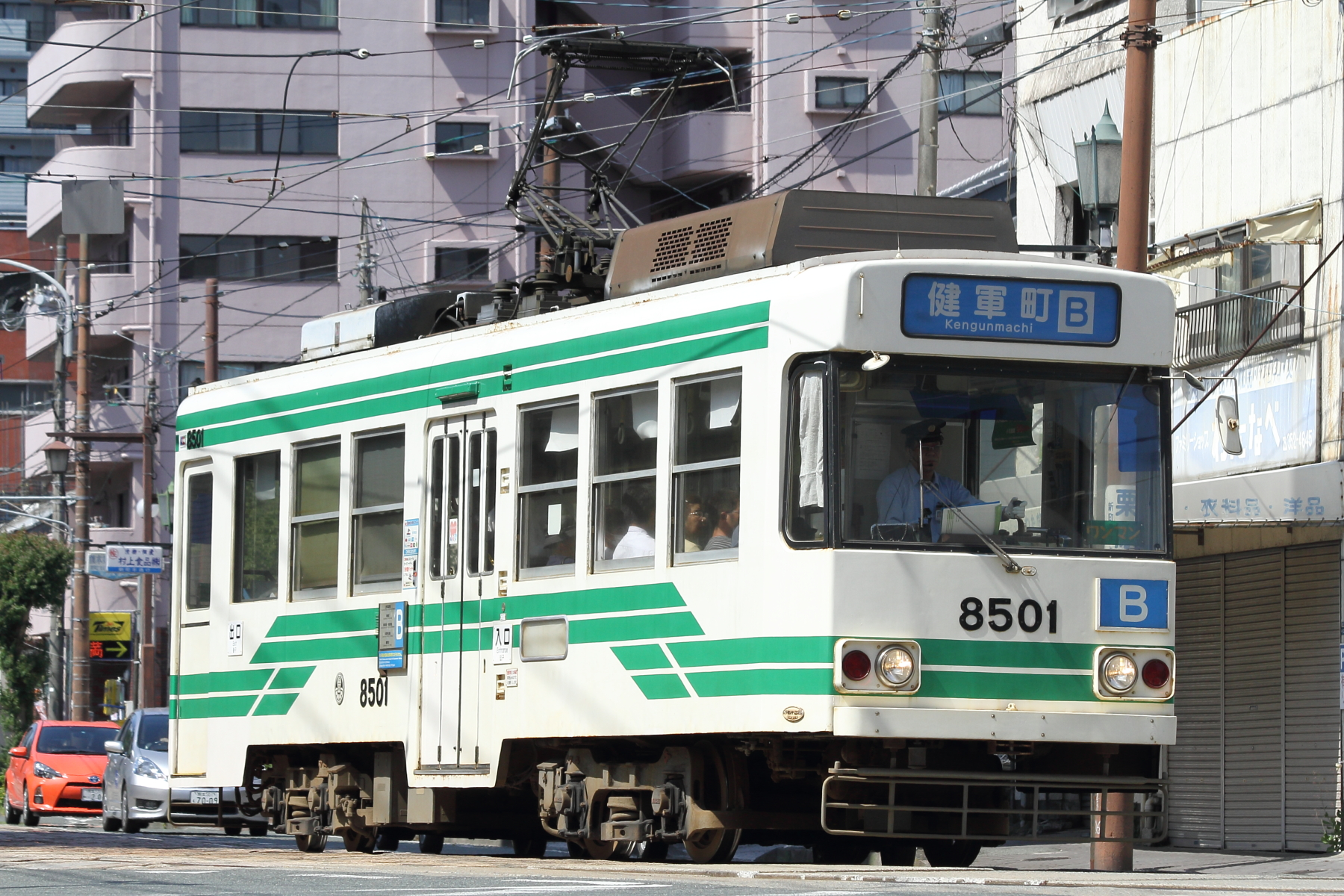
série 8500
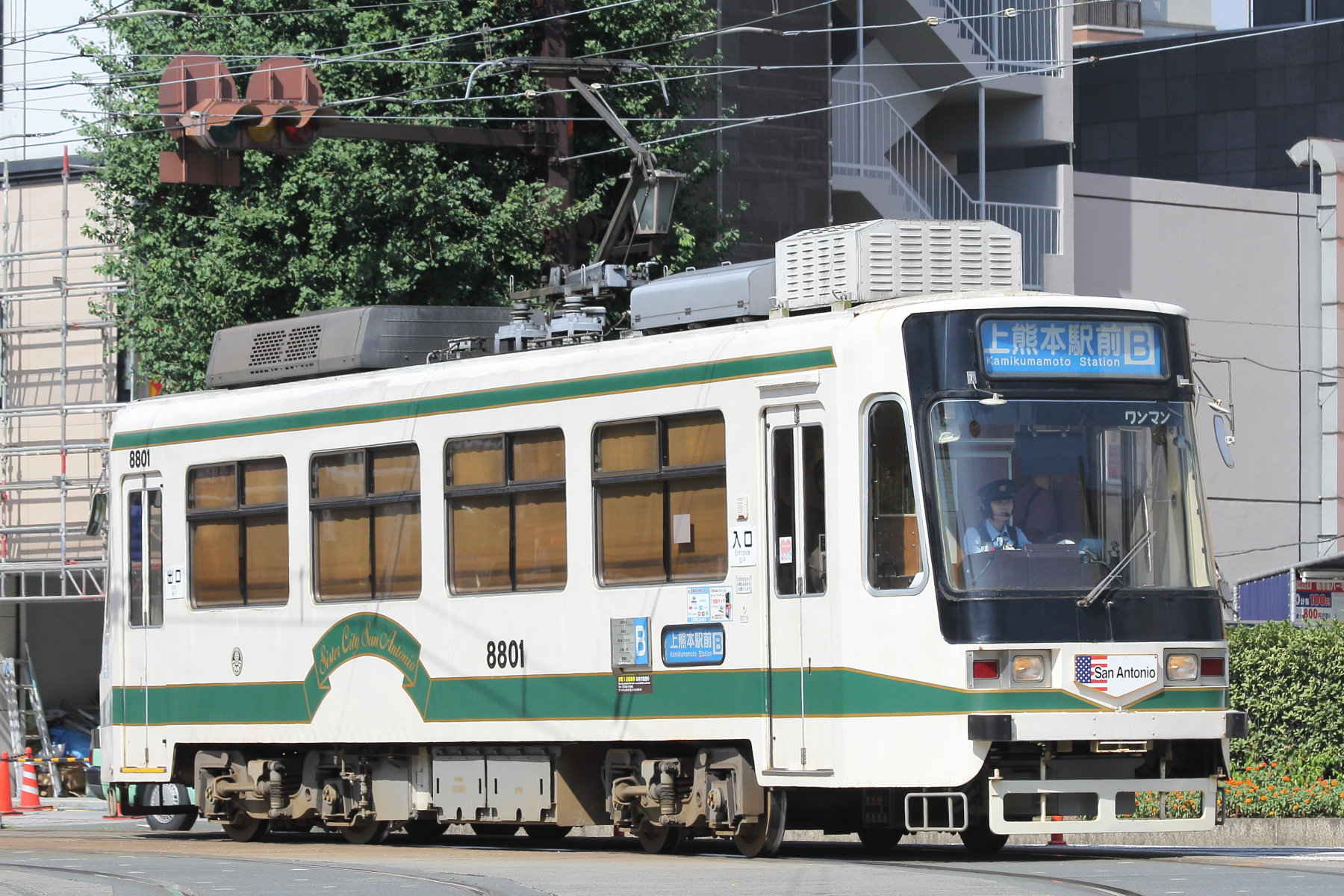
série 8800
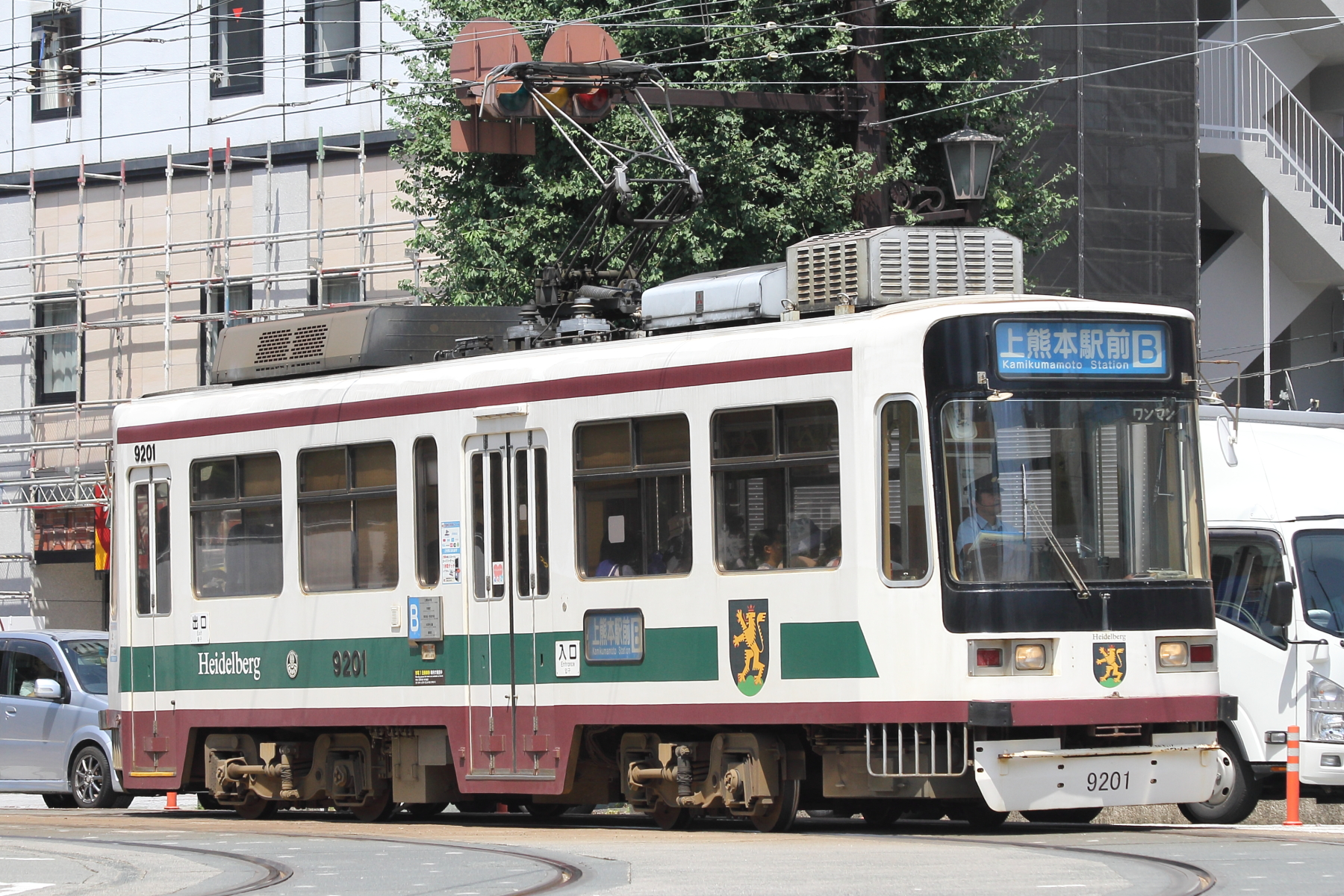
série 9200
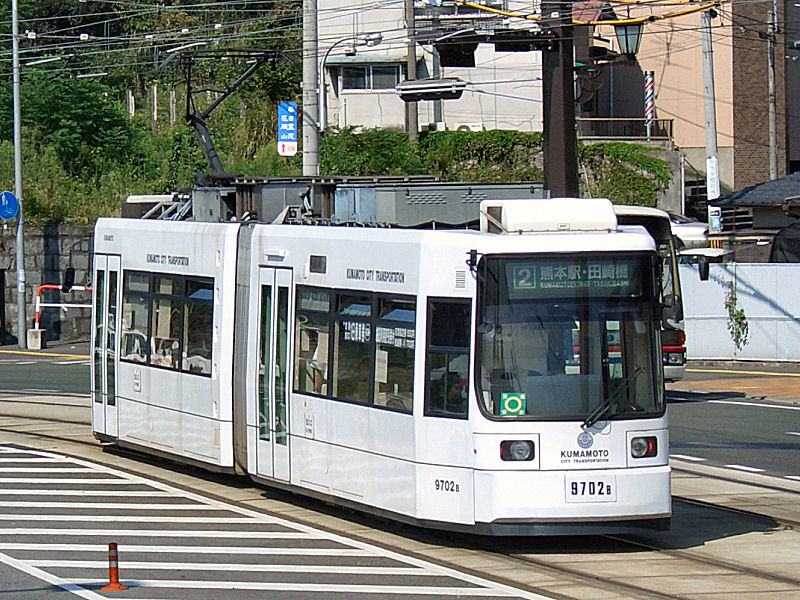
série 9700
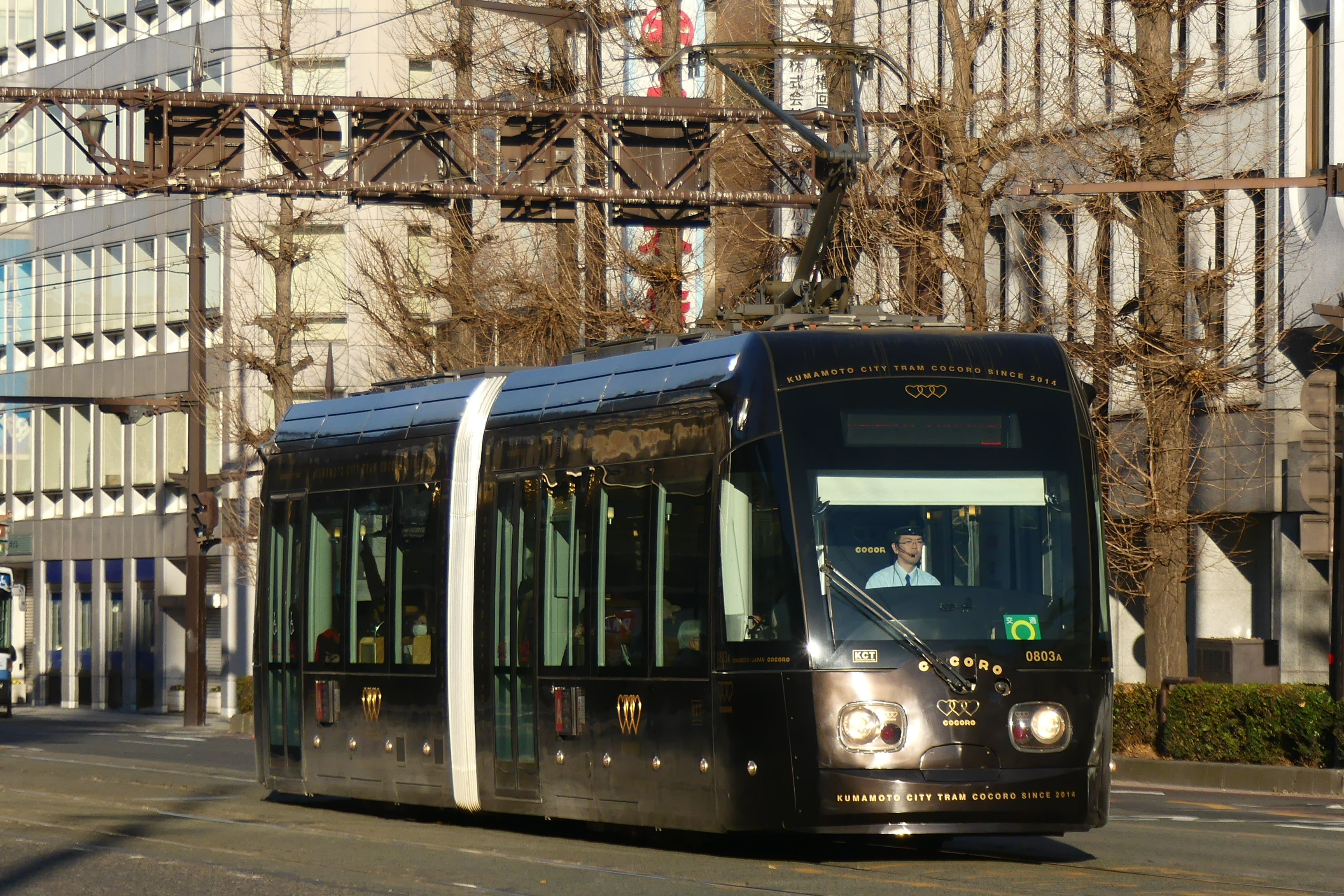
série 0800
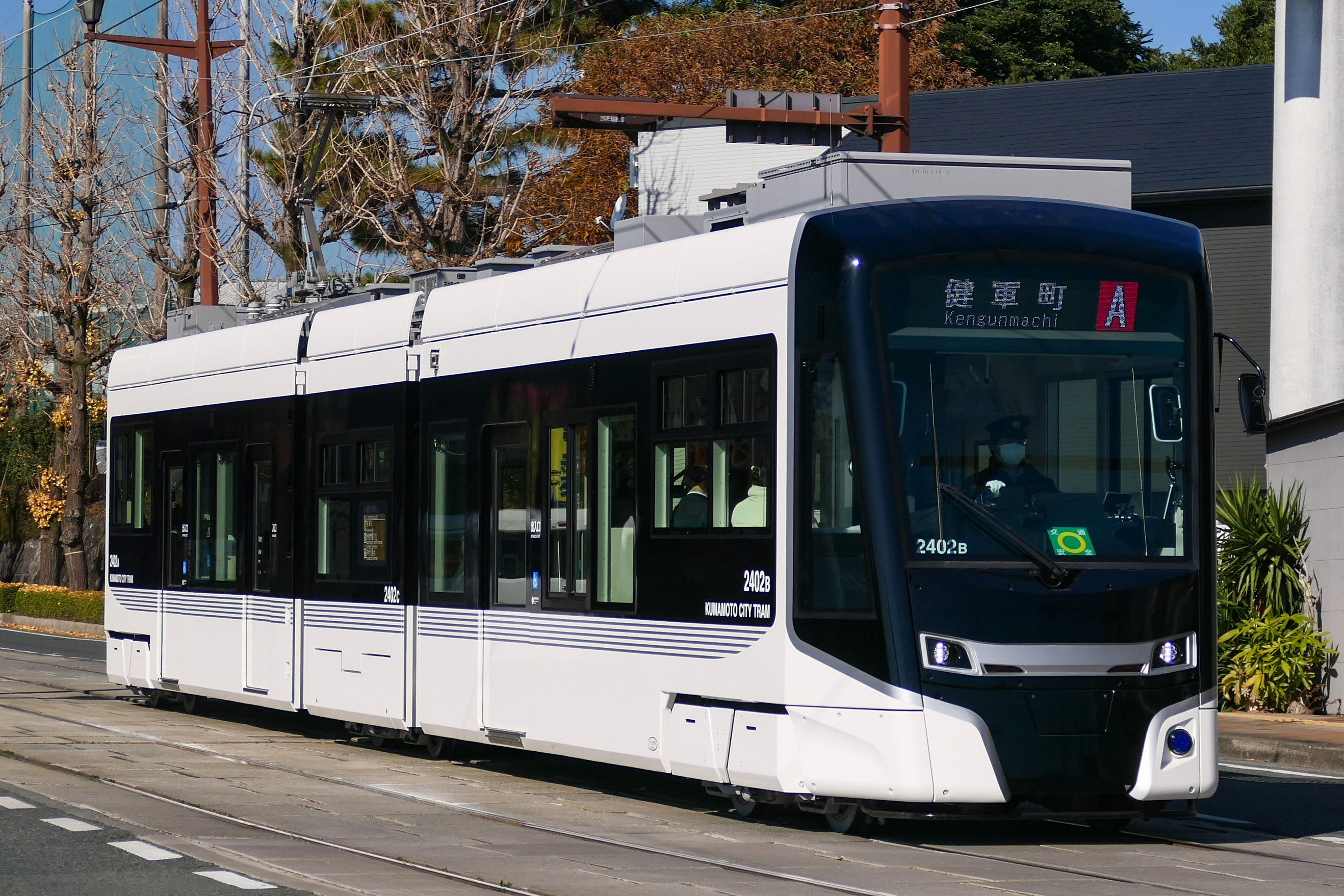
série 2400